# 莫斯科區 (聖彼得堡)

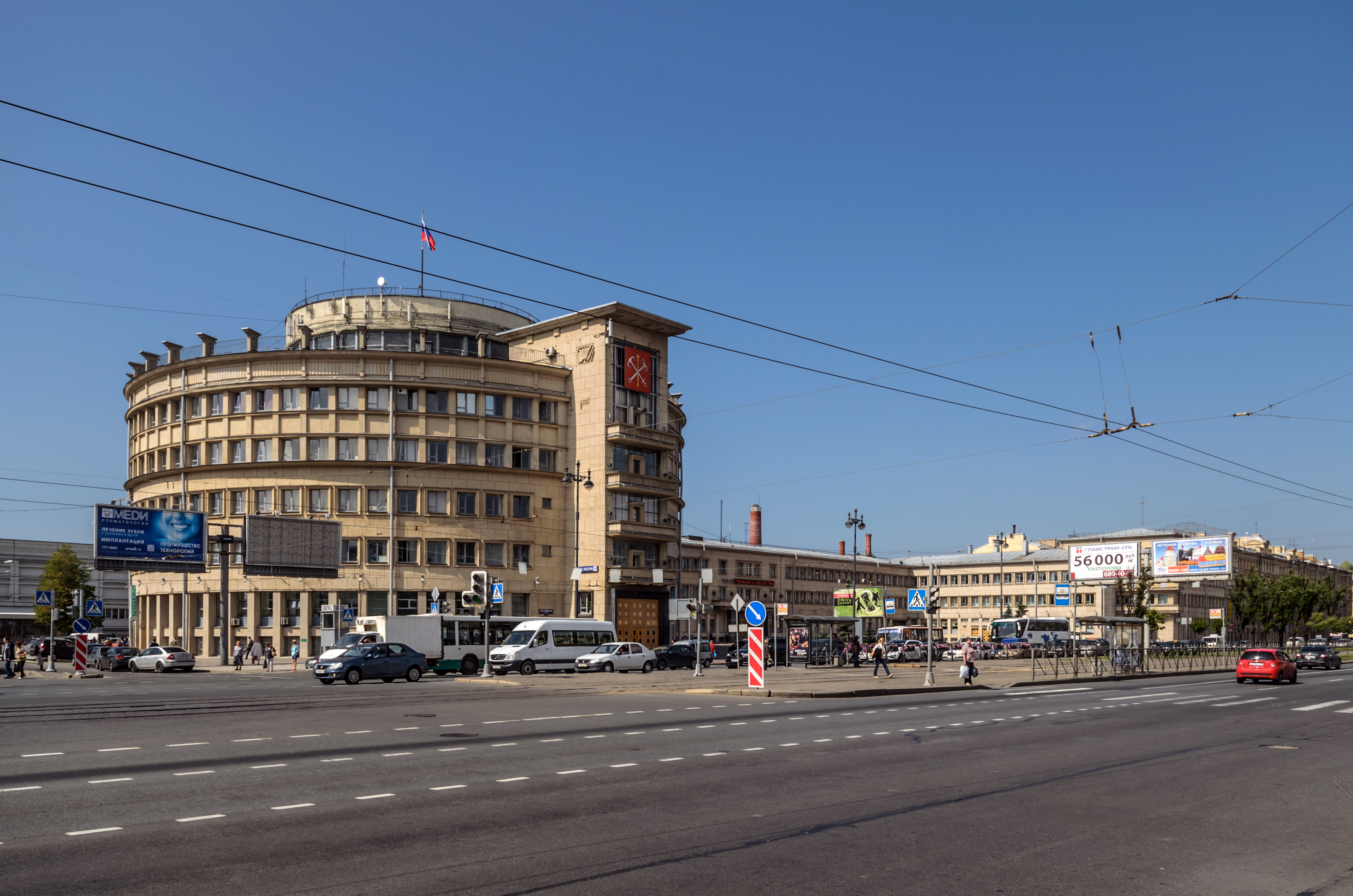

59°49′N 30°18′E / 59.817°N 30.300°E
莫斯科區（羅馬化：Moskovsky rayon）是俄羅斯的一個區，位於該國西北部，由聖彼得堡負責管轄，始建於1919年，面積71.07平方公里，2010年人口288,744，人口密度每平方公里4,062.81人。